# راندي بايرز
راندي بايرز (بالإنجليزية: Randy Byers)‏ هو لاعب كرة قاعدة أمريكي، ولد في 2 أكتوبر 1964 في بريدجتون في الولايات المتحدة.

## وصلات خارجية
- راندي بايرز على موقعبيزبول رفرنس.كوم (الدوري الرئيسي) (الإنجليزية)